# 在日本大韓民国民団
在日本大韓民国民団（ざいにっぽんだいかんみんこくみんだん）は、日本に定住する在日韓国人のための社団。
旧・在日本大韓民国居留民団（ざいにっぽん-だいかんみんこく-きょりゅう-みんだん）。略称は「民団」（MINDAN、민단）。

## 概要
日本国内の250を超える拠点で活動を行っている。主な活動内容は、在日韓国人の相互親睦、韓国文化の紹介等の広報宣伝、日本での地位向上（日本での参政権要望、教科書内容の是正要求等）など。
会員は約30万人で、日本などに帰化して韓国籍を離れた者も会員になることができる。韓国籍パスポートの申請、韓国の戸籍処理などの依頼を代行している。また、韓国政府から年間80億ウォンの支援を受けている。傘下に金融機関（商銀信用組合を参照）や教育機関を多く保有している。
冷戦時代は反共主義を党是とする自民党、公明党、民社党との関わりが深かった。現在では自民党、公明党、立憲民主党、日本維新の会、社民党、日本共産党とも友好関係を築いている。

## 歴史

### 創設期

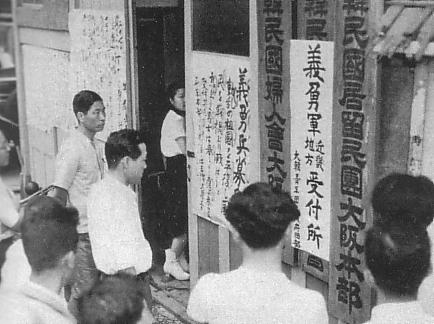
朝鮮戦争への義勇兵を募る在日本大韓民国居留民団大阪本部

第二次世界大戦終戦直後の1945年に東京で設立された在日本朝鮮人連盟より、共産主義者からの脱却・自立を図り、1946年10月3日に在日本朝鮮居留民団（ざいにほんちょうせんきょりゅうみんだん / 재일본조선거류민단）として分離・発足した。1948年9月には韓国政府から在日同胞の公認団体として認定されている。
初代団長は大正天皇と皇太子の襲撃を計画して有罪となった後大正天皇の恩赦により死刑を免れた朴烈。初代副団長は有吉明公使暗殺事件の実行犯の1人であった李康勲、初代事務総長は同じく同事件の実行犯の1人の元心昌で、3名は共に終戦まで服役していたという経歴の者であった。
設立の経緯から朝鮮民主主義人民共和国（北朝鮮）系の在日本朝鮮人総連合会（総連・朝鮮総連）とは互いに反目する関係と言われているが、朝鮮総連と共同事業を行うこともあり、2006年5月には一時的に「歴史的和解」の共同声明を公に発表することもあった（ただし、共同声明は1ヶ月余りで白紙撤回された）。
民族主義者であった本国の李承晩大統領は、建国後も帰国せず日本に居留している在日韓国人を快く思わず、1948年10月の訪日の際も、歓迎のために日本全国から日比谷野外音楽堂に集まった朴烈団長を始めとする3000人の在日韓国人とは「暗殺の恐れがある」として会見しなかった。朝鮮戦争時には韓国側に644名の「義勇兵」を送っている。義勇兵は韓国で工作員としての訓練を受けて日本に密入国し、北朝鮮が行なっていた帰国事業を妨害する目的で、新潟日赤センター爆破未遂事件を起こしている。
その後、民団は在外国民登録や旅券発給などの業務を委託され、韓国の公認団体となったが、同時に韓国政府からの干渉も受けるようになった。

### 軍政時代
1961年の5・16軍事クーデターと同日に民団中央団長選挙が行われ、権逸が当選した。権逸団長は、「反権（反権逸）は反朴（反朴正煕）だ。そして反朴は反国家だ」として、軍事政権をいち早く支持した。また、日韓基本条約の締結にも賛成した（後に権逸は、朴大統領の顧問として韓国の国会議員となる）。
その後、在日社会でも、軍政に反対する気運が高まり、1971年の団長選挙では、民主派のユ・ソクチュンと本国が支持する李禧元の一騎討ちとなった。当初、ユ・ソクチュンが優勢であったが、韓国中央情報部（KCIA）出身の金在権駐日公使が介入し、李禧元が勝利を収めた。選挙後に粛清が行われ、ユ候補の支持者は民団から除名された。
1973年、除名された活動家は民主化勢力から成る韓民統（後の韓統連）を結成し、当時日本で活動していた金大中を議長に推戴することが予定されたが、結成1週間前の8月8日に金大中事件が発生した。
粛軍クーデター後も、民団は軍政政権を支持した。

### 民主化時代
本国の民主化後、金大中大統領は、過去の経緯に拘らず、民団を在日韓国人社会の代表として受け入れたが、よりラジカルな盧武鉉大統領はそうではなかった。2003年6月の訪日時、盧武鉉は、筑紫哲也司会のTBSテレビの特別番組に出演し、「在日として日本の地域社会に貢献していきたい」と述べた在日の高校生に対し「現地の文化や体制に適応してその社会に寄与することは非常に重要なこと」と述べた。また、同年、民団と敵対してきた元韓民統の活動家に対して本国との自由な往来を許可した。
1997年のアジア通貨危機時には本国を支援せず、逆に援助金を要請したり、2000年ごろには民団で6億5000万円の手形詐欺事件が起こったが、徹底的な解明は行われなかったなどと批判されている。また、2006年8月の韓国政府による監査で明らかになった政府補助金をめぐる虚偽報告問題に際しても、民団の問題点として組織運営の閉鎖性、本国への依存深化、過度な政治志向、葛藤の調整力の乏しさ、文化的貧困などが指摘されている。

### 現在
1994年4月　在日本大韓民国居留民団の名称から「居留」の２文字を外し特別永住者と永住許可を利用し韓国国籍のままでの日本国内永住を目的として正式名称を在日本大韓民国民団に変更した。2003年6月に脱北者支援民団センターを設立し、一時金支給や住居、就職支援を開始した。しかし、朝鮮総連傘下の朝鮮学校教員であった河丙鈺が2006年に民団の団長に選出され、5.17事態（脱北者支援民団センター廃止、朝鮮総連シンパの韓国墓参中止を条件に民団と朝鮮総連の友好共同宣言を5月17日に急遽発表した事件）を中心とする不祥事で数ヵ月で辞任に追い込まれた。この事で朝鮮戦争や在日朝鮮人の帰還事業時のように在日同士による暴力をともなう抗争は行われていない。
2009年2月、在日外国人管理の精度を高めた外国人在留管理制度法案が審議されると、在日韓国人への配慮を欠くものとなっているとして、呂健二副団長をはじめとする代表団を公明党法務部会に派遣して、抗議を行った。
2009年8月30日投票の衆議院選挙を外国人参政権付与に向けての天王山と位置付けており、民団に外国人参政権付与を約束している民主党候補者を全力で支援した。これと同時にパチンコ産業の保護を民主党に陳情した（詳細は後述）。
2012年2月、団長選挙が行われ、呉公太副団長が当選した。併せて、議長には金漢翊元大阪府本部団長、監察委員長には韓在銀副団長が選ばれた。
本部や各支部ではハングル講座を開講しているが、在日韓国・朝鮮人でなくても受講できることから日本における韓流ブームの結果、受講希望者が増えたこともある。
韓国政府より資金援助を受けているが、日本で活動している民団の資金運営を、韓国政府が完全に把握するのは難しく、民団関係者が組織の資金を私有化することも可能であるとの指摘がある。運営の透明性確保のため、韓国政府は民団に対して、日本の法人に登録するように要求している。

## 加入資格について
韓国国籍者のみとする国籍条項は撤廃し朝鮮半島にルーツを持つ人であれば歓迎するようになったため、日本国籍者や中国から来た朝鮮族も参加している。

## 主な活動
地方外国人参政権獲得運動、ニューカマー韓国人の永住資格獲得の支援、外国人登録令/法への反対運動、日本人との法的・経済的格差の撤廃運動、韓国側の歴史認識に基づいた日韓歴史・文化交流、対日・対外広報宣伝等を主な活動としている。

### 外国人参政権獲得運動
- 1996年、在日韓国人青年を対象にした署名運動を展開し、12000人の署名を集める。
- 1998年3月、婦人会・学生会と合同で1200人規模の示威行進を東京新宿で実施。
- 1999年3月、地方参政権の立法化を求める全国リレーキャンペーンを開催[26]。
- 2004年、第20回参議院議員通常選挙で、在日外国人への参政権付与に積極的な民主党への支援を表明[27]、
- 2004年7月、民主党から比例区出馬した韓国系日本人である白眞勲が当選。その直後に民団を訪問し、「これからがスタート。在日に勇気と希望、元気を与えたい。在日も韓国系日本人も結集し、みんなの力で地方参政権を獲得しよう」と挨拶した[28]。
- 2007年、第21回参議院議員通常選挙で、民団葛飾支部国際課長である金政玉（2005年帰化済の在日2世）が「外国人地方参政権の付与」を主張し、民主党から出馬。同党比例名簿中最下位の35位で落選した[29]。
- 2007年11月22日、中央権益擁護委員会（朴昭勝委員長）の参政権小委員会（柳時悦委員長）は「永住外国人に地方参政権を！11・7全国決起大会」を「大成功」と総括するとともに、これを踏み台に早期獲得へ間髪を入れず、全国で地方単位のシンポジウムの開催や各政党代表・国会議員への要望活動の強化・徹底などを確認した[30]。
- 2007年12月19日、民団幹部らが原田稔創価学会会長と会談し、永住外国人の地方参政権付与の問題について、創価学会からの支援を取り付けた。[31]
- 2008年3月 、自民党の田中和徳が民団の集会に出席し「外国人登録者は200万人を突破し、永住者も83万人にのぼる。開かれた国、誇り高い国として、開かれた社会の構築へ、共に地方参政権実現に努力することを約束する」と明言した[32]。
- 2009年、第45回衆議院議員総選挙で、外国人参政権の獲得を目的に民主党を中心に支援し、小沢一郎民主党代表が謝意を表明した。これに関して小沢の側近は日本国籍を取得した人を含めた有権者への呼びかけなど、「かつてない規模の支援が見込まれる」と述べた[33]。
- 2009年10月27日、民団大阪は「民主党大阪府連 衆・参国会議員との祝賀懇親会」を開催。川上義博・白眞勲・中野寛成・尾立源幸ら民主党国会議員15人が参列し、外国人参政権への抱負を語った[34]。

### 慰安婦謝罪決議採択運動
- 2007年8月29日、アメリカ合衆国で「日本政府は慰安婦強制連行を認め謝罪すべき」としたアメリカ合衆国下院121号決議が、VANKなど韓国系アメリカ人や在米韓国人らのロビー活動の成果で採択されたことを紹介し、カナダ、オーストラリア、ヨーロッパ、アジアで旧日本軍慰安婦謝罪決議が同じように可決されるための運動を呼び掛ける論文を掲載した[35]。その結果、運動は成功し世界各国で日本国政府を非難する決議が採択された。
- 「慰安婦」は「従軍慰安婦」としなければならないとした抗議活動を行政機関に対して行っている[36]。また慰安婦とされる高齢女性[37]を首相官邸に招いて内閣総理大臣が直接謝罪を行うことを求めている[38]。
- その一方で、2016年12月に在釜山大韓民国日本国総領事館前に慰安婦像が設置された際、韓国政府が像の設置を容認し、日本政府が長嶺安政ら大使2名を帰国させるなどした際には、団長の呉公太が「撤去すべきだというのが、私たち在日同胞の共通した切実な思いだ」「韓国国民の冷静かつ賢明な判断と、日本政府の冷静な対処を望む」と慰安婦問題日韓合意の堅持を訴えた[39]。

#### 日本の歴史教育への意見
日本の歴史教育にも意見を述べており、『多民族・多文化共生と民族教育の推進に関する要望書』を通して、韓国の歴史学の立場を尊重した歴史教育を日本にするように求めている。国際理解・異文化理解の立場から朝鮮語を併記したによる説明看板の設置や案内パンフレットを作成するように求めた民団大阪の『多民族・多文化共生と民族教育の推進に関する10年度要望書』がある。

### 「新しい歴史教科書」採択反対運動
日本国の中等学校の歴史教科書に近隣諸国条項に反するものを採択してはならないとなどとして行政機関への抗議活動を行っている。
新しい歴史教科書をつくる会の教科書の採択については「韓日関係の熱気を凍らせるもの」などとして反対しており、杉並区での採択が報じられると、当時の杉並区長・山田宏に対し全国の民団支部が抗議の手紙やファクスを大量に送付した。杉並区議会での採択の際には、全国各地から集結した民団員が区議会の傍聴席から、「そんな教科書を許していいのか」「恥を知れ」「引っ込め」などの罵声を浴びせ、区長室前にも多数で押し掛け「区長を出せ」などのシュプレヒコールを行った。この件に関して山田は「常軌を逸した抗議活動。こんな事態は経験したことがない」と述べている。2010年8月には新しい歴史教科書をつくる会の教科書の採択している栃木県大田原市に対して「望ましい歴史教科書の採択を求める要望書」を提出している。（この時、併せて無年金定住韓国人への救済措置も訴えている。）

### パチンコ産業促進運動
- 民団傘下の在日韓国商工会議所所属の1万社のうち約70%がパチンコ産業に係わっている会社であるとされており[47]、北朝鮮問題で、日本の政府と公安当局が総連の経済活動を遮断するという理由で、民団所属の在日韓国人が経営するパチンコ店への取り締まりを強化したことから、在日韓国人パチンコ店経営者らの危機感が募り、朝鮮総連との和解を撤回している。

- 民団と在日韓国商工会議所が合同で設立した「レジャー産業健全化推進協会」の協会幹部らが「遊技業業界の規制緩和を訴える陳情書」を小沢一郎へ提出した[48]。

### 対馬の自衛隊基地における情報収集活動
- 韓国人の一部が韓国領であると主張する対馬にて[49][50]、在日本大韓民国民団対馬島地方本部事務局長の配偶者が海上自衛隊支援組織会長として20年間に渡って、陸上自衛隊や海上自衛隊基地に出入りしながら自衛隊の演習や人員配置などの情報収集を行った[51][52]。その後、海上自衛隊対馬防備隊本部への出入りが禁止されるに至っている[53]。

## 主張
- 民団は概ね韓国における親米反北と見なされる右派の政治思想を支持する傾向にあり、これに反対する反米親北と見なされる左派の立場の在日韓国人組織は在日韓国民主統一連合（韓統連）である。

### 日韓問題
- 竹島領有権問題については、ホームページなどで一貫して「独島」と呼称し、竹島は韓国領土であるという韓国本国の主張に同調している。

- 日本海呼称問題については、 鳥取県琴浦町の『韓国人救出記念碑』への「東海」併記を求めるなど、「日本海」単独表記には強く反対をしており、韓国本国の主張に同調している[54]。

### 北朝鮮問題
- 北朝鮮問題については、2006年5月17日、朝鮮総連中央本部で当時の民団団長である河丙鈺と朝鮮総連議長であった徐萬述が初の会談を行い、双方の和解を目的とした共同声明に署名した。この「歴史的和解」に対して各地の民団の地方団体は、北朝鮮の人権問題が未解決であることを理由に民団中央本部へ抗議した[55]。また、日本の公安当局が総連の経済活動を遮断するという理由で、民団所属の在日韓国人が経営するパチンコ店への取り締まりを強化、在日韓国人経営者らの危機感も募った。後に北朝鮮がミサイル発射実験を実行した為、民団は総連との和解を発表から1ヶ月余りで白紙撤回し、共同声明に署名した民団団長は辞任した。後任の鄭進新団長は、「朝鮮総連との和解は誤り」と語り、脱北者支援や日本人拉致問題解決への取り組みに意欲を見せた[56]。
- 2009年4月に発射した飛翔体には「民族の名誉をおとしめる蛮行」とする抗議声明[57]を発表した。
- 度重なる北朝鮮による日本向けミサイル発射に対して、2016年9月16日に東京、名古屋、大阪、広島、福岡で民団主催の抗議デモを実施。核開発停止、ミサイル発射中止、拉致被害者解放、世界平和をみだす蛮行の中止、飢餓に苦しむ北朝鮮人民の解放を訴えた[58]。

## 中央本部
中央本部は、東京都港区南麻布一丁目7番32号に位置する。中央本部には、中央執行委員会と中央常任委員会が存在し、事務総長は、企画調整室を管轄する。
- 総務局
- 組織局
- 生活局
- 文教局
- 民団新聞
- 本国事務所

## 地方本部
都道府県に一つずつ地方本部がある。

## 幹部
2019年9月30日現在。
- 団長 - 呂健二 
  - 副団長 - 朴安淳
  - 副団長 - 金昭夫
  - 副団長 - 林三鎬
  - 副団長 - 呉英義
- 議長 -    朴安淳
  - 副議長 - 梁東一
  - 副議長 - 李秀夫
- 監察委員長 - 梁東一
  - 監察委員 - 金豊成
  - 監察委員 - 金春植
- 事務総長 - 河政男

### 歴代中央団長
- 朴烈（1946年10月 - 1949年）
- 権逸（1961年5月 - 1964年、1964年 - 1967年）
- 李禧元（1971年 -）
- 徐政吉（1972年 -)
- 辛容祥（1994年4月 - 2000年3月）
- 金宰淑（2000年3月 - 2006年2月）
- 河丙鈺（2006年2月 - 8月）
- 鄭進（2006年9月 -2012年2月）
- 呉公太（2012年2月 - 2018年2月）
- 呂健二 (2018年2月 -)

## 傘下団体
- 在日本大韓民国婦人会
- 一般社団法人在日韓国商工会議所（韓商連）
- 在日本大韓民国青年会
- 在日大韓体育会
- 在日学徒義勇軍同志会
- 在日韓国科学技術者協会（在日科学協）
- 在日本大韓民国学生会
- 在日韓国人法曹フォーラム

## 傘下機関・関連機関
- 在日韓国人信用組合協会
- 在日韓国人文化芸術協会
- 在日韓国人医師会
- 在日本韓国人学校連合会
- 民団生活相談センター
- 脱北者支援民団センター
- 在日韓国人歴史資料館

### 教育機関
- 東京韓国学校（東京都）
- 白頭学院（大阪市）
  - 建国小学校・中学校・高等学校
- 大阪金剛インターナショナル小学校・中学校・高等学校（大阪市）
- 京都国際中学校・高等学校（京都市）
- 名古屋韓国学校（名古屋市＝定時制）

## 関連書籍
- 民団30年史編纂委員会 編『民団30年史』在日本大韓民国居留民団、1977年12月5日。NDLJP:11923412。